# Ranzania laevis

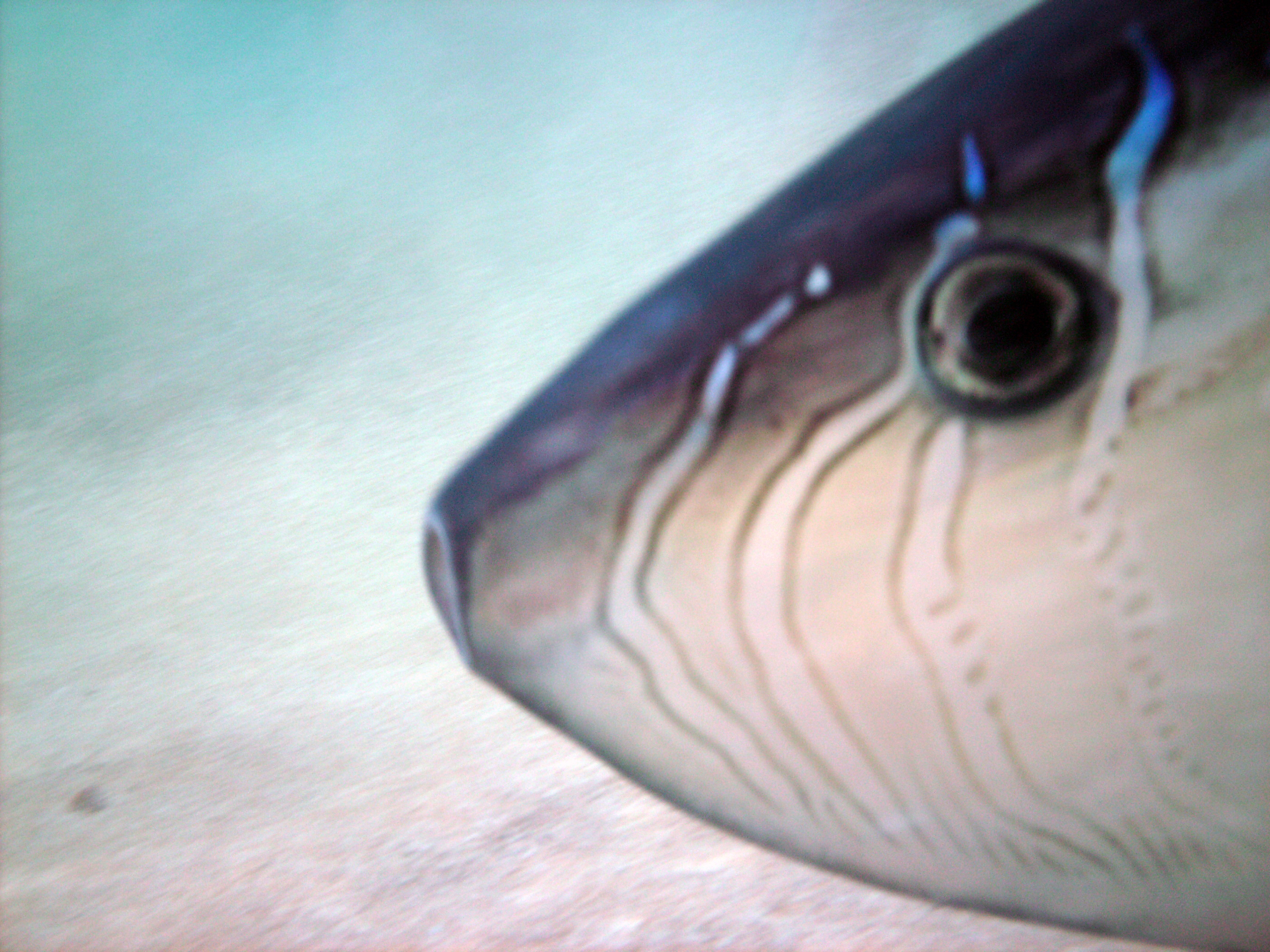
Exemplar fotografiat a Maui (Hawaii, Estats Units).

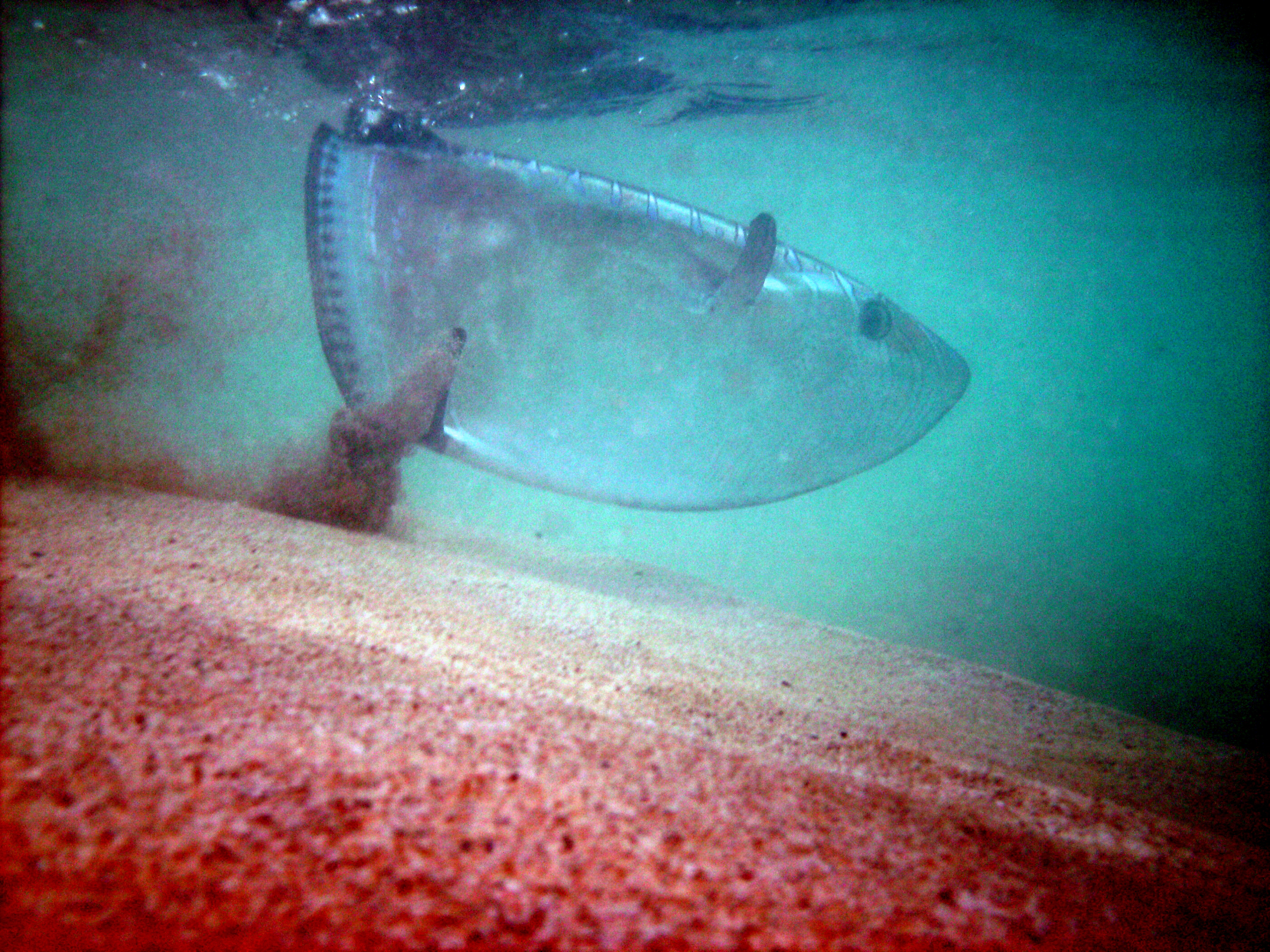
Exemplar de Maui (Hawaii, Estats Units).

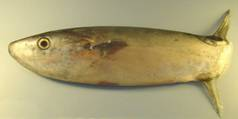
Un altre exemplar

Ranzania laevis és una espècie de peix de la família dels mòlids i de l'ordre dels tetraodontiformes. Els mascles poden assolir 100 cm de longitud total. Cos allargat. Menja crustacis planctònics. És depredat per la tonyina d'aleta groga (Thunnus albacares), Istiophorus albicans (al Brasil) i Tetrapturus albidus (Brasil). És un peix marí i de clima subtropical que viu entre 1-140 m de fondària. Es troba a l'Atlàntic (incloent-hi la Mediterrània), l'Índic i el Pacífic. És inofensiu per als humans.